# La voz de los Árabes
La voz de los Árabes (o Sawt al-Arab) (árabe: صوت العرب) es uno de los servicios exteriores de radiodifusión del ente público de radiotelevisión de Egipto, ERTU. Emite en lengua árabe una programación destinada a todo el mundo árabe, las veinticuatro horas del día, principalmente por onda media.
Fue una de las primeras y más prominentes emisoras de radio transnacionales egipcias en lengua árabe. 
Con sede en la ciudad de El Cairo, el servicio empezó a ser conocido como el principal medio a través del cual el presidente egipcio Abdel Nasser difundió su mensaje de unidad árabe y de revolución al mundo árabe.
A pesar de su indiscutible popularidad en los años 50 y 60, la emisora no cuenta actualmente con una audiencia destacable, ni ejerce una influencia remarcable en la política doméstica egipcia como tampoco en la regional. 

## Historia

### La fundación de La voz de los Árabes
Aunque existe algunas discrepancias acerca de quién inició la emisora, la mayor parte de los observadores de medios reconocen que fue Gamal Abdel Nasser, uno de los líderes en aquel tiempo y posteriormente presidente de Egipto, quien fue el principal promotor detrás del proyecto. El origen del servicio, fue idea Mohamed Abdel-Kader Hatem, quien un tiempo después ostentara el cargo de Ministro de Información. Hasta el año 1967 la emisora fue encabezada y dirigida por su director y jefe locutor Ahmed Said.
Al contrario que la prensa escrita, la cual no estaba bajo el control del nuevo gobierno hasta 1960, el gobierno, teniendo el monopolio sobre la radiodifusión, decidió usarlo para su provecho. Sabedor del inmensio potencial de la radio, Nasser dedicó considerables recursos financieros a la expansión y desarrollo de la radiodifusión pública. La voz de los Árabes emitió por primera vez el 4 de julio de 1953, un año después de la Revolución egipcia de 1952 bajo el formato de un programa de media hora dentro de Radio Cairo. Rápidamente, la emisión se desarrolló como una emisora con personalidad propia, transmitiendo a lo largo y ancho del mundo árabe. Al año de haber comenzado, las horas en antena se triplicaron, y para 1962 el servicio se había expandido hasta las 15 horas diarias de emisión. Tal crecimiento hizo de Egipto el país dominante en términos de radiodifusión en Oriente Medio durante los años 50 y 60. En la década siguiente, la emisora llegó a las veinticuatro horas de emisión ininterrumpidas.

### La voz de los Árabes en la época de Nasser
Durante la presidencia de Nasser, y bajo el liderazgo de Ahmed Said, el servicio se caracterizó principalmente por el fervor revolucinario de la ideología de sus líderes, la promoción del panarabismo, el tono antiimperialista de las transmisiones y la voz de la cantante egipcia Umm Kalzum.
En lo que se conoció como era de Ahmed Said (entre 1953 y 1967), la programación consistió en noticias, comentarios sobre temas políticos, alocuciones (incluyendo a Nasser) y entrevistas a diversas figuras políticas árabes, así como dramatizaciones con trasfondo político. 
Aparte de esto, las canciones nacionalistas de músicos populares como Abdel Wahab y Umm Kalzum, alabando a Nasser y sus logros, y promoviendo el panarabismo, fueron un rasgo común de la emisora. La música era utilizada no solo como una herramienta de propaganda sino también para atraer a la audiencia. Con frecuencia, eran transmitidos discursos de Nasser inmediatamente después de una interpretación de Umm Kalzum.
Mientras que la audiencia del servicio estaba destinada a la totalidad del mundo de habla árabe, los cambios sociopolíticos influyeron en la programación y los temas que se trataban. Con el tiempo, se dedicaron programas enfocados a los estados árabes del Golfo Pérsico, el Líbano, Siria y Yemen.
Ahmed Said, que a menudo hacía las labores de locución personalmente, vilipendiaba con frecuencia a los enemigos de Nasser en la señal al aire. Los regímenes conservadores del Golfo, particularmente Arabia Saudita solían ser el blanco de esos ataques.

#### Panarabismo
La voz de los árabes funcionaba como el vehículo principal de Nasser en la diseminación de sus posturas panarabistas; y jugó un papel clave en la propagación de su liderazgo dentro del Movimiento Nacionalista Árabe. El servicio radiofónico fue repleto de declaraciones sobre la unidad árabe y manifiestos que subrayaban el rol de Nasser y Egipto como líderes de este movimiento. En 1954 se declaró en antena que «"La voz de los Árabes" habla por los árabes, lucha por ellos y expresa su unidad».

#### Antiimperialismo y anticolonialismo
La programación también se caracterizó por un enfoque anticolonialista y un rechazo al imperialismo occidental. En una ocasión, la emisora anunció que La Voz de los árabes era «un servicio de la nación árabe y su lucha contra el imperialismo occidental y sus lacayos en el mundo árabe».
Durante los primeros tres años de sus emisiones el servicio enfocó su atención en las luchas políticas que estaban acaeciendo en el norte de África. La emisora apoyó las causas del entonces exiliado en Francia Sultán Mohámed V en Marruecos, y del partido Neo-Destour de Habib Bourguiba en Túnez.
Como expresión de la postura anticolonialista de Nasser, la emisora animó a los exiliados argelinos a apoyar las actividades anticolonialistas en Argelia. La voz de los Árabes apoyó a los revolucionarios argelinos no solo permitiéndoles utilizar las instalaciones de la emisora, sino además abogando explícitamente en favor de la lucha del FLN en contra de los franceses, y emitiendo propaganda antifrancesa.
Después, la emisora cambió su atención hacia Oriente, de tal forma que Irak y Jordania se convirtieron en los siguientes objetivos de la retórica anticolonialista de Nasser. En un esfuerzo por separar al mundo árabe de cualquier influencia occidental, La voz de los Árabes lanzó una guerra propagandística contra el entonces primer ministro iraquí Nuri al-Said, criticando la participación de Irak en el Pacto de Bagdad. La voz de los Árabes hizo también un llamamiento dirigido a la ciudadanía jordana incitándoles en contra de la potencial participación de Jordania en el Pacto de Bagdad. Esto continuó hasta la Revolución Iraquí del 14 de julio de 1958, cuando la monarquía iraquí fue derrocada e Irak se retiró de la organización.
La nacionalización del Canal de Suez en 1956 por Nasser y la retirada de las fuerzas británicas de Egipto fueron hitos difundidos ampliamente, contribuyendo a la popularidad de la emisora y aumentando el nivel de preocupación entre las potencias occidentales ante la emisora. Combinado con ataques hacia los aliados franceses y británicos en la región, tal serie de eventos llevaron a incrementar la monitorización de las emisiones egipcias por parte de Gran Bretaña y Francia. Posteriores intentos violentos y no violentos con objeto de silenciar la radio fracasaron, y ayudaron a aumentar el prestigio y la popularidad de Nasser y de la emisora de radio.
Entre 1956 y los sesenta, La voz de los Árabes también dio voz a los sentimientos antibritánicos a través de sus emisiones hacia Yemen del Norte. Las emisiones provocaron una acción en contra de la presencia británica en Adén (Yemen del Sur), una medida que fue respondida por transmisiones probritánicas que contaban con Saudita. A partir de ese momento, La voz de los Árabes tomó una posición más agresiva hacia Arabia Saudita.
Posterior a la unión con Siria en 1958 y la expansión de la potencia transmisora de Egipto, el servicio fue usado también para promover las guerras y luchas de liberación en países del África Subsahariana.

### Descenso de la popularidad
La emisora y su popularidad estaban ligadas a Nasser y sus logros y éxitos como presidente egipcio y símbolo de la unidad árabe. Por ello, la falta de éxitos espectaculares para el panarabismo y de Nasser entre los años 1958 y 1967 llevaron en gran medida a la pérdida gradual de prestigio, credibilidad y fama de la emisora. El declive en la popularidad fue debido a la emisión de noticias falsas durante la guerra de Guerra de los Seis Días.
Desde el inicio de la guerra, el ejército egipcio enviaba a la emisora partes desde el frente de batalla, pero no todos habían sido veraces.
A pesar de la derrota de las fuerzas egipcias, sirias y jordanas en cada frente ante Israel, el jefe de locutores y director general de la emisora Ahmed Said relataba grandes victorias ante la audiencia. 
Días después de que la guerra hubiera comenzado y cuando ya las fuerzas israelíes habían arrebatado la Franja de Gaza a los egipcios, Cisjordania y Jerusalén Este a los jordanos, y los Altos del Golán a los sirios, la emisora seguía difundiendo una victoria ficticia de los árabes.
Las alocuciones iniciales de Said respecto de que Egipto estaba ganando la guerra fueron difundidas en todo el mundo árabe por otras emisoras de radio, contribuyendo al aumento de la esperanza de que la victoria estaba cerca, lo que hizo que la decepción fuera aún mayor, y le costó la propia reputación a la emisora.
Said fue posteriormente despedido, pese a que las decisiones acerca de la difusión de noticias falsas no fueron tomadas por él, sino por Nasser. La voz de Ahmed Said fue más tarde conocida como un símbolo de la autodecepción de Egipto, y La voz de los Árabes nunca más recuperó su anterior posición y credibilidad.

## Datos técnicos
Desde un primer momento, su señal se emitía simultáneamente por onda media y por onda corta.
En 1959, La voz de los Árabes emitía en la frecuencia de 620 kHz con una potencia de 300 kW, aumentando a 450 kW en 1965. Desde 1978, su frecuencia de onda media pasa a ser 621 kHz.
Actualmente transmite las veinticuatro horas del día en la frecuencia de onda media de 621 kHz (longitud de onda de 483 metros), con 1000 kW de potencia mediante el centro emisor de Batrah (Al Mansurah), consiguiendo una sólida cobertura en horas diurnas en los países del Mediterráneo oriental.
Durante algunas horas del día, también emite en onda corta. En invierno, de 19:00 a 00:30 horas UTC, en la frecuencia de 11540 kHz
Puede recibirse en la ciudad de El Cairo y su zona metropolitana en la frecuencia modulada de 106,3 MHz.